# Hyperolius platyceps
Hyperolius platyceps är en groddjursart som först beskrevs av George Albert Boulenger 1900.  Hyperolius platyceps ingår i släktet Hyperolius och familjen gräsgrodor. IUCN kategoriserar arten globalt som livskraftig. Inga underarter finns listade i Catalogue of Life.